# Jnana mudra

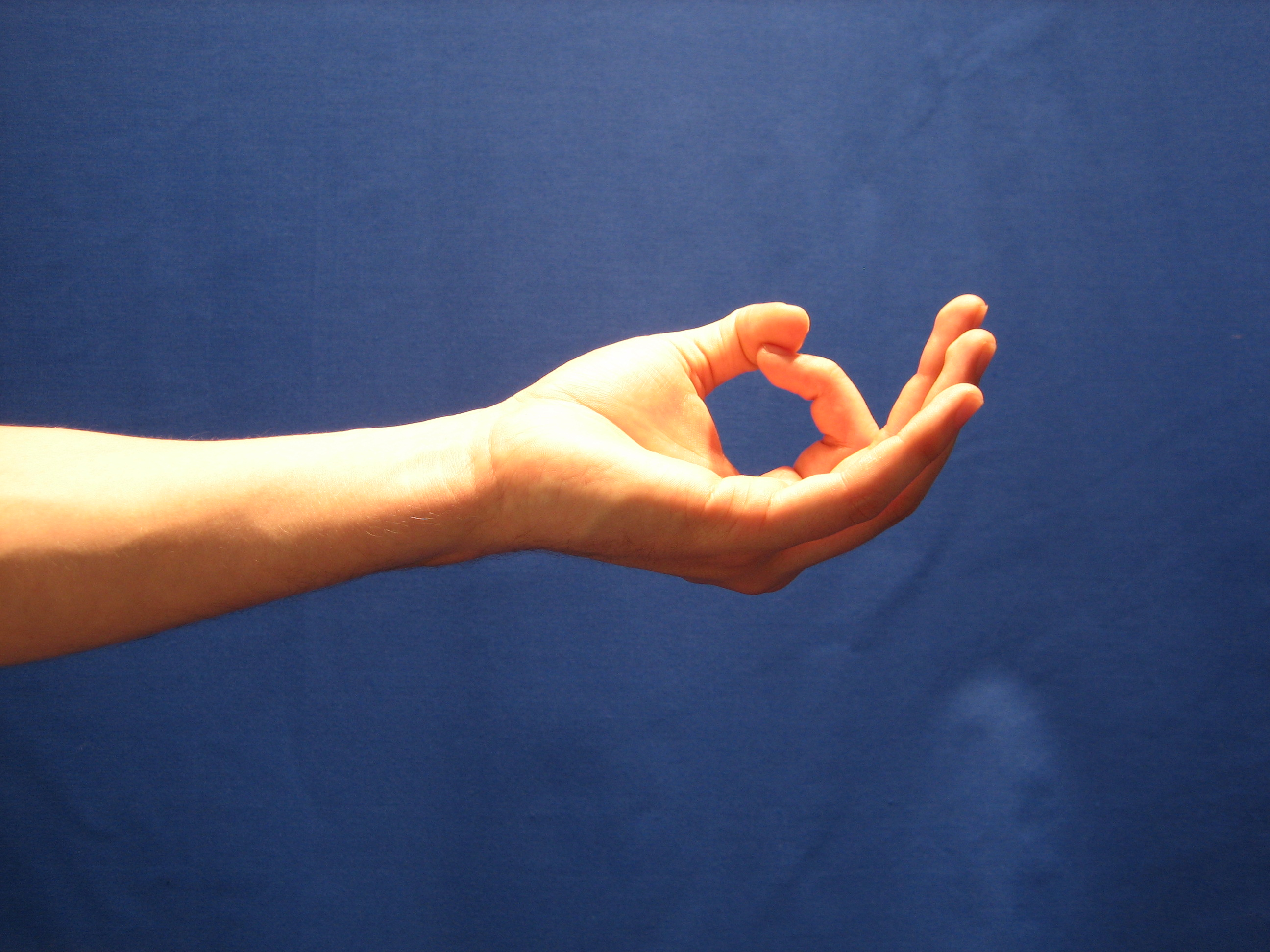
Jnana of gnana mudra

Jnana mudra, ook wel gnana mudra of wijsheidsgebaar, is een mudra in hatha yoga. Een mudra (Sanskriet voor zegel of gebaar) is een term die teruggaat op de klassieke teksten van de veda's en betekent in dit geval dat de hand in een bepaalde stand wordt gehouden waardoor er prana op een bepaalde manier door geleid wordt. Mudra's worden voornamelijk beoefend tijdens het mediteren.
Bij deze mudra wordt de wijsvinger tegen het midden van de duim gezet en staan de andere drie vingers rechtuit. Oorspronkelijk werden de handen rechtop in de schoot gelegd. De mudra wordt echter ook op andere manieren uitgevoerd:
1. Met een opgeheven rechterhand die tegen het lichaam ligt
2. Boven het hartchakra samen met een kriya-pranayama
3. Met de handpalmen boven de knieën. Aan de vingers wordt een verschillende betekenis toegeschreven. De duim staat voor de goddelijke energie. Het is het symbool voor wilskracht dat niet geconditioneerd is door karma. De wijsvinger wordt in verband gebracht met Jupiter en staat symbool voor ego en expansie. De energieën zouden worden beheerst door onbewuste patronen.[1]

Jnana mudra is het symbool van brahman, de ultieme, onveranderlijke werkelijkheid, die uit het zuiver zijn en bewustzijn bestaat. Volgens de filosofie is er bij de uitvoering sprake van een onderbewuste gewaarwording, waarbij god zich in de mens bevindt en andersom, waarbij de mens vrij is om te leven zolang hij het leven niet hindert. Dit wordt in de mudra vormgegeven door het uitstekende puntje van de duim. Deze mudra zou daarom van nut zijn voor mensen met een egoprobleem.
De jnana mudra (wijsheidsmudra) zou de godheid openbaren en de ahamkara mudra (het ego-overstijgende gebaar) de individualiteit, terwijl ze in de ohm mudra (godheidsgebaar) bij elkaar komen en alleen het leven zich manifesteert.

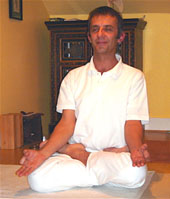
Jnana mudra in de Padamasana
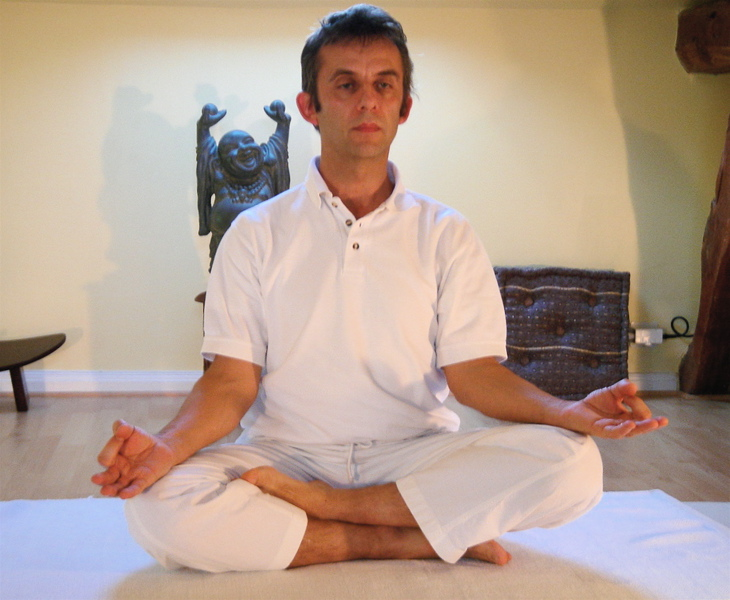
Jnana mudra in de Sukkasana